# 프란츠 카를 폰 외스터라이히 대공
프란츠 카를 요제프 폰 외스터라이히 대공(Erzherzog Franz Karl Joseph von Österreich: 1802년 12월 7일 ~ 1878년 3월 8일)은 오스트리아 대공이다.
오스트리아 제국의 초대 황제인 프란츠 1세(1806년까지는 신성 로마 제국의 마지막 황제인 프란츠 2세였음)와 그 두 번째 아내인 나폴리와 시칠리아의 마리아 테레지아 사이에서 3남으로 태어났는데 누나 마리 루이즈는 나폴레옹 보나파르트의 황후였다.
1835년에 즉위한 맏형인 페르디난트 1세(1793년 ~ 1875년)가 재위 중인 1848년(유럽 대륙을 휩쓰는 민주화 요구) 12월 2일에 퇴위하자 프란츠 카를 본인도 황실 회의 끝에 황위 계승을 단념했다.
같은 날, 겨우 18세인 장남 프란츠 요제프 1세(1830년 ~ 1916년, 재위 1848년 ~ 1916년)가 소수의 관계자들만 참석한 가운데에 황급히 즉위했다. 프란츠 카를은 1878년에 빈에서 사망했다.

## 자녀
바이에른의 공주 조피 프레데리케 폰 바이에른 왕녀와 결혼해 5남 1녀를 두었다.
| 사진 | 이름                                 | 생일             | 사망                    | 기타                                                                                  |
| ---- | ------------------------------------ | ---------------- | ----------------------- | ------------------------------------------------------------------------------------- |
|      | 프란츠 요제프 1세                    | 1830년 8월 18일  | 1916년 11월 21일 (86세) | 아버지를 대신해 제위 계승(1848 ~ 1916). 바이에른의 엘리자베트와 결혼, 슬하 1남 3녀    |
|      | 막시밀리안                           | 1832년 7월 6일   | 1867년 6월 19일 (34세)  | 멕시코의 황제(1864 ~ 1867)로 등극했다 총살. 샤를로트 드 벨지크 왕녀와 결혼, 자녀 없음 |
|      | 카를 루트비히 폰 외스터라이히 대공   | 1833년 7월 30일  | 1896년 5월 19일 (62세)  | 슬하 3남 3녀, 카를 1세의 조부                                                         |
|      | 마리아 안나                          | 1835년 10월 27일 | 1840년 2월 5일 (4세)    | 요절                                                                                  |
|      | 사산된 아들                          | 1840년 10월 24일 | 1840년 10월 24일        |                                                                                       |
|      | 루트비히 빅토어 폰 외스터라이히 대공 | 1842년 5월 15일  | 1919년 1월 18일 (76세)  | 미혼.                                                                                 |